# Finn Fisher-Black
Finn Fisher-Black (Benenden, 21 de dezembro de 2001) é um ciclista neozelandés que corre para a equipa
UAE Team Emirates. A sua irmã Niamh é também ciclista profissional.

## Palmarés
- 2021
  - 1 etapa da New Zealand Cycle Classic
  - Istrian Spring Trophy

- 2023
  - 1 etapa do Giro de Sicília

## Resultados em Grandes Voltas e Campeonatos do Mundo
| Corrida                | Corrida                | 2020 | 2021 | 2022 | 2023 |
| ---------------------- | ---------------------- | ---- | ---- | ---- | ---- |
|                        | Giro d'Italia          | —    | —    | —    | —    |
|                        | Tour de France         | —    | —    | —    | —    |
|                        | Volta a Espanha        | —    | —    | —    |      |
| Mundial em Estrada     | Mundial em Estrada     | Ab.  | —    | —    | —    |
| Mundial Contrarrelógio | Mundial Contrarrelógio | 50.º | —    | —    | —    |

—: não participa
Ab.: abandono

## Equipas
- Jumbo-Visma Development (2020-30.06.2021)
- UAE Team Emirates (07.2021-)